# Angelika Rudigier
Angelika Rudigier (...) è un'ex sciatrice alpina austriaca.

## Biografia
Discesista pura, la Rudigier vinse la classifica di specialità in Coppa Europa nella stagione 1972-1973 e nella stagione 1974-1975; non prese parte a rassegne olimpiche e non ottenne piazzamenti in Coppa del Mondo o ai Campionati mondiali.

## Palmarès

### Coppa Europa
- Vincitrice della classifica di discesa libera nel 1973[1] e nel 1975[2]
- 2 podi (dati parziali):
  - 1 vittoria[3]
  - 1 terzo posto[4]

#### Coppa Europa - vittorie
| Data            | Località   | Paese   | Specialità |
| --------------- | ---------- | ------- | ---------- |
| 28 gennaio 1973 | Schladming | Austria | DH         |

Legenda:

DH = discesa libera